# ليسور (نيوجيرسي)
ليسور (بالإنجليزية: Leisure Village CDP, New Jersey)‏ هي قرية تقع بولاية نيوجيرسي في الولايات المتحدة. تبلغ مساحتها 3.610 كم2، وترتفع عن سطح البحر 15 م، بلغ عدد سكانها 4,400 نسمة في عام 2010 حسب إحصاء مكتب تعداد الولايات المتحدة وتصل الكثافة السكانية فيها 1,218.8 نسمة لكل كيلومتر مربع (3,156.7/ميل2).

## التركيبة السكانية
حدّد مكتب تعداد الولايات المتحدة بيانات التركيبة السكانية لليسور في تعداد الولايات المتحدة. في ما يلي، التركيبة السكانية حسب تعدادي 2000 و2010.

### تعداد عام 2000
بلغ عدد سكان ليسور 4,443 نسمة بحسب تعداد عام 2000، وبلغ عدد الأسر 2,805 أسرة وعدد العائلات 985 عائلة مقيمة في القرية. في حين سجلت الكثافة السكانية 1,230.7 نسمة لكل كيلومتر مربع (3,187.5/ميل2). وبلغ عدد الوحدات السكنية 3,122 وحدة بمتوسط كثافة قدره 864.8 لكل كيلومتر مربع (2,239.8/ميل2).
وتوزع التركيب العرقي للقرية بنسبة 93.70% من البيض و3.26% من الأمريكيين الأفارقة و0.02% من الأمريكيين الأصليين و0.54% من الأمريكيين ذوي الأصول الآسيوية و0.02% من سكان جزر المحيط الهادئ و1.22% من الأعراق الأخرى و1.24% من عرقين مختلطين أو أكثر و5.78% من الهسبانيون أو اللاتينيون من أي عرق.
بلغ عدد الأسر 2,805 أسرة كانت نسبة 5.7% منها لديها أطفال تحت سن الثامنة عشر تعيش معهم، وبلغت نسبة الأزواج القاطنين مع بعضهم البعض 28% من أصل المجموع الكلي للأسر، ونسبة 5.3% من الأسر كان لديها معيلات من الإناث دون وجود شريك،  بينما كانت نسبة 1.8% من الأسر لديها معيلون من الذكور دون وجود شريكة وكانت نسبة 64.9% من غير العائلات. تألفت نسبة 62.3% من أصل جميع الأسر من عدة أفراد يعيشون في نفس المنزل ونسبة 55.6% كانت تتألف من شخص يعيش بمفرده يبلغ من العمر 65 عاماً أو أكثر. وبلغ متوسط حجم الأسرة المعيشية 1.56، أما متوسط حجم العائلات فبلغ 2.45.
بلغ العمر الوسطي للسكان 72.0 عاماً. وكانت نسبة 7.3% من القاطنين تحت سن الثامنة عشر، وكانت نسبة 2.4% بين الثامنة عشر والرابعة والعشرين عاماً، ونسبة 9.1% كانت واقعةً في الفئة العمرية ما بين الخامسة والعشرين والرابعة والأربعين عاماً، ونسبة 15.4% كانت ما بين الخامسة والأربعين والرابعة والستين، ونسبة 64% كانت ضمن فئة الخامسة والستين عاماً فما فوق. يوجد لكل 100 أنثى 55.6 ذكر، ويوجد لكل 100 أنثى في الثامنة عشر من عمرها فما فوق 52.4 ذكر.
بلغ متوسط دخل الأسرة في القرية 24,496 دولارًا، أما متوسط دخل العائلة فبلغ 33,179 دولارًا. وكان متوسط دخل الذكور 37,045 دولارًا مقابل 24,816 دولارًا للإناث. وسجل دخل الفرد الخاص بالقرية 23,246 دولارًا. وكانت نسبة 4% من العائلات ونسبة 6.9% من السكان تحت خط الفقر، وكان من هؤلاء نسبة 0% تحت سن الثامنة عشر ونسبة 6.5% في الخامسة والستين من العمر وما فوق.

### تعداد عام 2010
بلغ عدد سكان ليسور 4,400 نسمة بحسب تعداد عام 2010، وبلغ عدد الأسر 2,664 أسرة وعدد العائلات 888 عائلة مقيمة في القرية. في حين سجلت الكثافة السكانية 1,218.8 نسمة لكل كيلومتر مربع (3,156.7/ميل2). وبلغ عدد الوحدات السكنية 3,080 وحدة بمتوسط كثافة قدره 853.2 لكل كيلومتر مربع (2,209.8/ميل2).
وتوزع التركيب العرقي للقرية بنسبة 82.91% من البيض و9.93% من الأمريكيين الأفارقة و0.16% من الأمريكيين الأصليين و0.80% من الأمريكيين ذوي الأصول الآسيوية و5% من الأعراق الأخرى و1.20% من عرقين مختلطين أو أكثر و16.20% من الهسبانيون أو اللاتينيون من أي عرق.
بلغ عدد الأسر 2,664 أسرة كانت نسبة 6.4% منها لديها أطفال تحت سن الثامنة عشر تعيش معهم، وبلغت نسبة الأزواج القاطنين مع بعضهم البعض 21.8% من أصل المجموع الكلي للأسر، ونسبة 8.7% من الأسر كان لديها معيلات من الإناث دون وجود شريك،  بينما كانت نسبة 2.8% من الأسر لديها معيلون من الذكور دون وجود شريكة وكانت نسبة 66.7% من غير العائلات. تألفت نسبة 62.3% من أصل جميع الأسر من عدة أفراد يعيشون في نفس المنزل ونسبة 51.6% كانت تتألف من شخص يعيش بمفرده يبلغ من العمر 65 عاماً أو أكثر. وبلغ متوسط حجم الأسرة المعيشية 1.63، أما متوسط حجم العائلات فبلغ 2.65.
بلغ العمر الوسطي للسكان 68.1 عاماً. وكانت نسبة 9.3% من القاطنين تحت سن الثامنة عشر، وكانت نسبة 4.1% بين الثامنة عشر والرابعة والعشرين عاماً، ونسبة 10.1% كانت واقعةً في الفئة العمرية ما بين الخامسة والعشرين والرابعة والأربعين عاماً، ونسبة 20.7% كانت ما بين الخامسة والأربعين والرابعة والستين، ونسبة 55.9% كانت ضمن فئة الخامسة والستين عاماً فما فوق. وتوزع التركيب الجنسي للسكان بنسبة 37.6% ذكور و62.4% إناث.

## وصلات خارجية
- الموقع الرسمي